# Zabrana pušenja
Zabrana pušenja ograničava paljenje (izgaranje) duhana na određenim mjestima.

## Ograničavanje uporabe duhanskih proizvoda u Hrvatskoj
Hrvatski je sabor 17. listopada 2008. godine donio Zakon o ograničavanju uporabe duhanskih proizvoda.
Ovim se Zakonom, u cilju zaštite zdravlja građana, utvrđuju mjere za smanjenje i ograničavanje uporabe duhanskih proizvoda, štetnih sastojaka cigareta, obvezne oznake na pakiranjima duhanskih proizvoda, preventivne mjere protiv pušenja, te nadzor nad provedbom ovoga Zakona.
Pušenje je zabranjeno u svim odgojnim, obrazovnim i zdravstvenim ustanovama, uz izuzetak psihijatrijskih bolnica i odjela, dok je zabrana pušenja u kafićima i restoranima trebala nastupiti nakon roka prilagodbe od šest mjeseci, tj. u ožujku 2009. godine. Od ožujka 2009. godine, pušenje je u kafićima trebalo biti dopušteno samo na otvorenim terasama, dok su vlasnici restorana bili obvezni osigurati posebnu prostoriju za pušenje u kojoj ne bi bilo moguće naručiti hranu ili piće.
Zakonom se zabranjuje svako direktno (objava fotografija ili crteža osoba koje puše u promidžbene svrhe) ili indirektno oglašavanje cigareta, pušenje prilikom javnih nastupa li prikazivanja osoba koje puše na televiziji, od čega su izuzeti filmski program i umjetnička djela.
Zakon je u skladu s Konvencijom o nadzoru nad duhanom, koju je Hrvatska potpisala, a stupila je na snagu 12. listopada 2008., sukladan je Europskim smjernicama i bio je jedno od mjerila za zatvaranje poglavlja 28. u pregovorima o pristupanju Europskoj uniji.

## Utjecaj duhanskog dima na organizam
Zakonom se od duhanskoga dima želi zaštiti 68 posto nepušača u Hrvatskoj, te utjecati na promjenu ponašanja i prestanak pušenja kod 27,4 posto svakodnevnih pušača. U Hrvatskoj od izravnih posljedica pušenja umre 10.000 ljudi, a čak 3000 umre od indirektnih posljedica. 
Za pedesetak sastojaka duhanskog dima dokazano je da imaju kancerogeno djelovanje.
Prema podacima iz Programa prevencije kroničnih nezaraznih bolesti Regionalnog ureda za Europu Svjetske zdravstvene organizacije, u povećanoj smrtnosti pušača najveći je udio bolesti srca i krvnih žila, a od toga se trećina odnosi na koronarnu bolest. Pušenje udvostručuje rizik od umiranja zbog bolesti srca i krvnih žila, a 30 do 40% svih smrti od koronarne bolesti povezuje se s pušenjem.
Za pedesetak sastojaka duhanskog dima, pretežito iz katrana, dokazano je da imaju kancerogeno djelovanje. Danas se smatra da je pušenje glavni rizični čimbenik za razvoj raka bronha i pluća, grkljana, ždrijela, usne šupljine, jednjaka, bubrega, mokraćnoga mjehura, gušterače, a i rak vrata maternice i neki oblici leukemije češći su u osoba koje puše.
Pritom je sasvim svejedno je li riječ o aktivnom ili pasivnom pušaču. U bolesnika s astmom pasivno pušenje izaziva nelagodu, pa i izravno astmatični napad, a kod dojenčadi i male djece dovodi do učestalijeg bronhitisa, upale pluća, astme, drugih bolesti dišnog sustava i smanjene plućne funkcije, te akutne i kronične upale srednjeg uha. U trudnica koje puše, ugljikov monoksid smanjuje opskrbu ploda kisikom, što nosi rizik za razvoj čeda. Stoga one češće rađaju djecu male porođajne težine, a i iznenadna smrt dojenčeta češća je u djece izložene pasivnom pušenju.

## Mjere sprječavanja i suzbijanja pušenja
Kardiovaskularne bolesti, maligne bolesti i bolesti respiratornog sustava značajno su zastupljene i u morbiditetnoj slici Hrvatske. U uzrocima bolničkog liječenja 2005. godine zastupljene su s 36,2%, a u dijagnozama zabilježenim u djelatnosti opće medicine s 37,2%.
Sve ovo ističe značenje pušenja kao glavnog izbježivog rizičnog čimbenika za zdravlje i potrebu intenziviranja provođenja mjera sprječavanja i suzbijanja pušenja.
Prema Europskoj strategiji za nadzor nad duhanom (SZO 2002.) treba provoditi:
- mjere za smanjenje potražnje duhana,
- mjere za smanjenje opskrbe duhanskim proizvodima,
- monitoring, evaluaciju i izvješćivanje o korištenju duhana i politici nadzora nad duhanom,
- jačati međunarodnu suradnju na ovom području.

Mjere za smanjenje potražnje duhana uključuju u okviru porezne politike povećanje poreznih stopa, a time i cijena duhanskih proizvoda, što izravno utječe na smanjenje potrošnje duhana, osobito u mladih; zaštitu nepušača, posebice djece, od duhanskog dima iz okoliša uz osiguranje radnih i javnih prostora bez duhanskog dima; zabranu svih oblika direktnog i indirektnog reklamiranja duhanskih proizvoda uključujući promociju i sponzorstva; trajno informiranje stanovništva i provođenje edukacijskih programa usmjerenih sprečavanju i suzbijanju pušenja; osiguranje stručne medicinske i psihološke pomoći onima koji žele prestati pušiti; nadzor nad toksičnim i kancerogenim tvarima u duhanskim proizvodima i pravilno informiranje stanovništva o njihovom sadržaju uključujući zdravstvena upozorenja i zabranu upotrebe naziva koji asociraju da se radi o manje štetnim proizvodima.
Mjere za smanjenje opskrbe duhanskim proizvodima obuhvaćaju sprečavanje krijumčarenja duhanskih proizvoda; zabranu prodaje duhanskih proizvoda maloljetnim osobama, zabranu prodaje putem automata, displeja u samoposluživanjima, elektronske prodaje itd; uz licenciranje trgovaca i poticanje alternativnih aktivnosti umjesto proizvodnje duhana te postupni prijelaz davanja poticaja za druge kulture. 
Najuspješnije nacionalne strategije nadzora nad duhanom pokazale su da je nakon utvrđivanja početnog stanja potreban monitoring, evaluacija i izvješćivanje o korištenju duhana i politici nadzora nad duhanom.
Jačanje međunarodne suradnje potrebno je za dobivanje političke podrške na području nadzora nad duhanom, jačanje nacionalnih kapaciteta uz međunarodne akcije, mehanizme i alate; koordinirane multisektorske i međunarodne aktivnosti te izmjenu informacija.